# كوبر تايلور
كوبر تايلور (بالإنجليزية: Cooper Taylor)‏ (و. 1990  م) هو لاعب كرة قدم أمريكية، من الولايات المتحدة، ولد في أتلانتا، جورجيا، يلعب كمُؤمن ‏.

## التعليم
تعلم في Marist School (Georgia) ‏.